# Agrifack
Agrifack var ett tidigare fackförbund under SACO. 2009 slogs Agrifack och Naturvetareförbundet och ihop till Naturvetarna.